# Distrito de Corail
El distrito de Corail (en francés arrondissement de Corail; y en criollo haitiano: awondisman Koray) es una división administrativa haitiana, que está situada en el departamento de Grand'Anse.

## División territorial
Está formado por el reagrupamiento de cinco comunas:
- Beaumont
- Corail
- Los Caimitos
- Les Roseaux
- Pestel